# 国家主席新年贺词
中国国家主席新年贺词是中华人民共和国主席在公历新年之际发表的贺词。

## 历史
中国领导人发表新年贺词缘起于1986年，也就是联合国规定的“国际和平年”。当时，中国国际广播电台提议邀请时任国务院总理赵紫阳通过国际广播电台对全球听众发表讲话，借此表达中国为世界和平作贡献的愿望和政策。这个大胆的提议最终得到了中央的同意。
几年之后，国际电台再次向中央提出申请，建议中国政府借鉴英国君主每年年尾向海外发表圣诞致辞的传统，由国家主席通过国际广播电台向海外听众发表新年献词，以便让世界人民听到中国领导人的声音，提升中国的国际影响力。这一建议获得了中央的同意。
1989年12月31日，时任中共中央总书记、中央军委主席江泽民接受中国中央电视台采访，在采访最后，江泽民向每一个家庭祝贺新年。1990年12月31日，时任中共中央政治局委员、中国国家主席杨尚昆对中国国际广播电台海外听众发表新年讲话，此后国家领导人原则上每年都要发表新年讲话。1998年，新增中央人民广播电台为传播媒体，因此传播范围包括了中国国内受众。2001年12月31日，时任中共中央总书记、国家主席、中央军委主席江泽民发表名为《共同促进世界的和平与发展》的新年贺词，通过电视和电台广播等途径传播。新年贺词的格式也趋向于固定，主要包括对过去一年的总结反思以及对未来一年的展望与计划。
在至今二十多年裡，这个安排经过了几个阶段的演变。第一阶段，中国领导人发表新年致词的对象是“海外听众”，国际台、央广、央视在元旦前夕同时播出录音或录影，新华社播发文字稿，人民日报次日刊登。第二阶段，新年致词的对象扩大了范围，改为“向海外听众、观众发表新年讲话”。第三阶段，不再提“海外听众、观众”，而是乾脆称之为“新年贺词”。现在，中国领导人新年贺词所针对的受众，已经从最初以海外为主，转变为内外兼顾、侧重国内。

## 賀詞內容

### 2017年
这是习近平自2012年中共十八屆一中全會當選中共中央總書記和中央軍委主席，成为最高領導人以來，第四次發表新年賀詞。此次贺词对于2016年中国发生的大事进行了回顾，如“中国天眼”的落成启用、神舟十一号、天宫二号、2016年二十国集团峰会、一带一路以及亚投行开张等内容。同时也提到了2016年是中国共产党成立95周年、中国工农红军长征80周年，2017年召开中国共产党第十九次全国代表大会，以及脱贫攻坚等进展，并称“新年之际，我最牵挂的还是困难群众”。
习近平还提到了“只要我们13亿多人民和衷共济，只要我们党永远同人民站在一起，大家撸起袖子加油干，我们就一定能够走好我们这一代人的长征路。”

### 2020年
這是習近平自2012年中共十八屆一中全會當選中共中央總書記和中央軍委主席，成为最高領導人以來，第七次發表新年賀詞。
習近平強調，2020年是具有里程碑意義的一年，將全面建成小康社會，實現第一個百年奮鬥目標，也是脫貧攻堅決戰決勝之年。
習近平在講話中提及澳門時表示，前幾天出席澳門回歸20周年慶祝活動，為澳門繁榮穩定感到欣慰；提到香港局勢時表示：「沒有和諧穩定的環境，怎會有安居樂業的家園！真誠希望香港好、香港同胞好，香港繁榮穩定是香港同胞的心願，也是祖國人民的期盼」。

### 2021年
这是习近平自2012年中共十八屆一中全會當選中共中央總書記和中央軍委主席，成为最高領導人以來，第八次發表新年賀詞。此次发表的新年贺词首先对2020年中国发生的大事进行了回顾，着重介绍了冠状病毒病疫情防控取得成功的情况，之后又提及了经济发展成就、抗洪救災、脫貧攻堅、深圳等經濟特區建立40周年、上海浦東開發開放30周年等内容。在2021年的发展展望方面，习近平表示2021年是中國共產黨成立100周年，强调「秉持以人民為中心，永葆初心、牢記使命，乘風破浪、揚帆遠航，一定能實現中華民族偉大復興」。但与2020年的新年贺词相比，此次新年賀詞未有提及香港。

### 2022年
这是習近平自2012年中共十八屆一中全會當選中共中央總書記和中央軍委主席，成为最高領導人以來，第九次发表新年賀詞。此次贺词回顾了中国共产党成立一百周年、十九届六中全会、脱贫攻坚战、云南大象北上等2021年重大事件，并对北京冬奥会、冬残奥会进行了展望，结尾段更提到了冬奥口号“一起向未来”。

### 2023年
这是习近平自2012年中共十八屆一中全會當選中共中央總書記和中央軍委主席，成为最高領導人以來，第十次發表新年賀詞。此次新年贺词提及了中共二十大、新冠疫情、江泽民逝世、北京冬奥会、冬残奥会、中国空间站建成等内容。在疫情防控方面，习近平表示，中国在抵御新冠疫情方面经历了“艰苦卓绝”的努力，战胜了“前所未有”的困难和挑战，疫情防控进入“新阶段”。这也是习近平在12月初中国当局放弃“动态清零”防疫政策以来，首次公开谈及中国的防疫工作。

### 2024年
这是习近平自2012年中共十八屆一中全會當選中共中央總書記和中央軍委主席，成为最高領導人以來，第十一次發表新年賀詞。此次新年贺词回顾了2023年的重要事件，如高质量发展、乡村振兴、区域经济带发展、创新发展、成都大运会、杭州亚运会、文旅活动复苏（尤其是“村超”、“村晚”）等，强调“这一年的步伐，我们走得很坚实”、“很有力量”、“很见神采”、“很显底气”；并指中国经济在风浪中“强健了体魄、壮实了筋骨”，在外交上“不仅发展自己，也积极拥抱世界”，又表示前行路上“有风有雨是常态”，包括一些企业面临经营压力，一些群众就业、生活遇到困难，一些地方发生洪涝、台风、地震等自然灾害，“这些我都牵挂在心”。习近平在贺词中说，2024年将迎来建国75周年，并对该年发展提出了展望。贺词也提到台海关系，表示中国大陆与台湾的统一是“历史必然”。尽管习近平在新年贺词中有关台湾的表述很短，但是路透社和美联社都认为习近平对台湾的措辞比2023年更为严厉，时机也相当敏感，原因是中华民国总统和立委选举即将举行，而选举结果可能影响台海关系未来多年的变化与发展。

### 2025年
这是习近平自2012年中共十八屆一中全會當選中共中央總書記和中央軍委主席，成为最高領導人以來，第十二次發表新年賀詞。与往年不同的是，此次新年贺词以长城图像和中华人民共和国国旗为背景，往年出镜的书架和照片亦不再出现。賀詞提到中国政府推出一系列政策“组合拳”，扎实推动高质量发展，并“因地制宜培育新质生产力”。之后总结习近平该年度的国内考察成果，以及过去一年内的重要事件。贺词表示2025年中国将完成十四五规划。针对港澳与台海问题，习近平在贺词中提到中国将坚定不移贯彻“一国两制”方针，并表示“谁也不能阻挡祖国统一的历史大势”。另外在贺词中还强调“世界百年变局加速演进”“梦虽遥，追则能达；愿虽艰，持则可圆”，上海东亚研究所副所长包承柯指出这是实现人类命运共同体的追求。而在经济与民生方面，台南成功大学政治学系教授洪敬富认为，习近平以相当篇幅列举人民生活改善以及重大工程的建设，目的是要在宏观视角上营造积极正向的“中国式现代化”，但与2024年中国百姓的实际生活感受存在落差，认为习近平是“活在一个平行的政治跟经济时空”。